# Haile Haja
Haile Haja (* 1988) ist ein äthiopischer Marathonläufer.
2010 siegte er beim Taiyuan-Marathon und beim La-Rochelle-Marathon. Im Jahr darauf wurde er Fünfter beim Mumbai-Marathon, mit seiner persönlichen Bestzeit von 2:09:20 h Vierter beim Daegu-Marathon und jeweils Dritter in Taiyuan und beim Macau-Marathon.
2012 wurde er Siebter beim Hong Kong Marathon und Zwölfter beim Paris-Marathon.